# Mala Vovneanka, Tarașcea
Mala Vovneanka (în ucraineană Мала Вовнянка) este un sat în comuna Dubivka din raionul Tarașcea, regiunea Kiev, Ucraina.

## Demografie
Componența lingvistică a localității Mala Vovneanka
     Ucraineană (96,88%)
     Rusă (3,13%)
Conform recensământului din 2001, majoritatea populației localității Mala Vovneanka era vorbitoare de ucraineană (96,88%), existând în minoritate și vorbitori de rusă (3,13%).